# Theatrum Oeconomicum

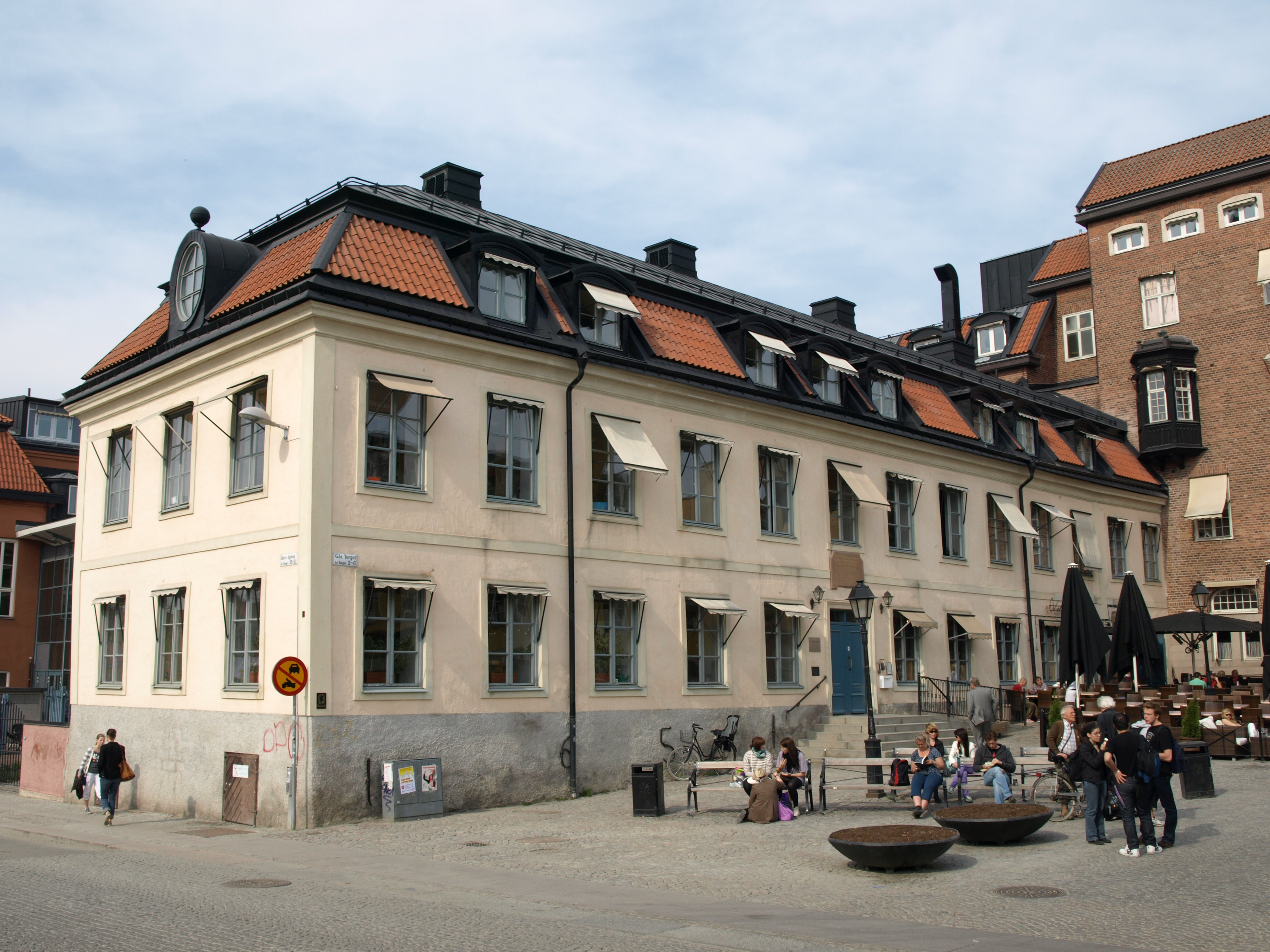
Theatrum Œconomicum i april 2009.

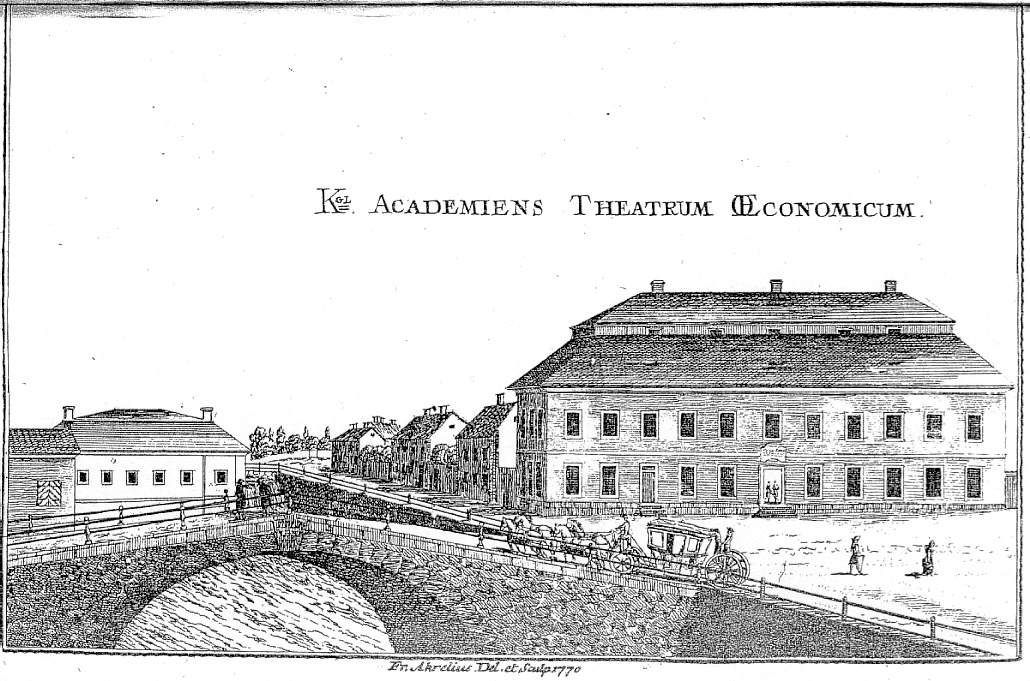
Theatrum Oeconomicum 1770, av Fredrik Akrelius

Theatrum Œconomicum är en byggnad vid Gamla Torget, Östra Ågatan i Uppsala, där Uppsala universitets förste och världens fjärde ekonomiprofessor Anders Berch bedrev sin verksamhet från 1741.
Byggnaden har en tidstypisk rokoko-exteriör, och inrymmer idag universitetets Statsvetenskapliga institution.
Den äldsta delen på byggnaden är dess sydvästra parti som uppfördes 1651 som värdshus av rådmannen Rolof Kahle. Från 1750-talet inrymdes universitetets "Theatrum Oeconomico Mechanicum", institutionen för nationalekonomi, i byggnaden. Huset blev ombyggt under 1940-talet. En brand 1990 skadade byggnaden svårt och den fick efter det genomgå en omfattande renovering.
Theatrum Œconomicum har även gett namn till Ekonomikum, dagens centrum för Uppsalas ekonomiutbildning.

## Externa länkar

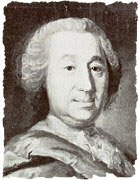
Anders Berch (1711-1774)
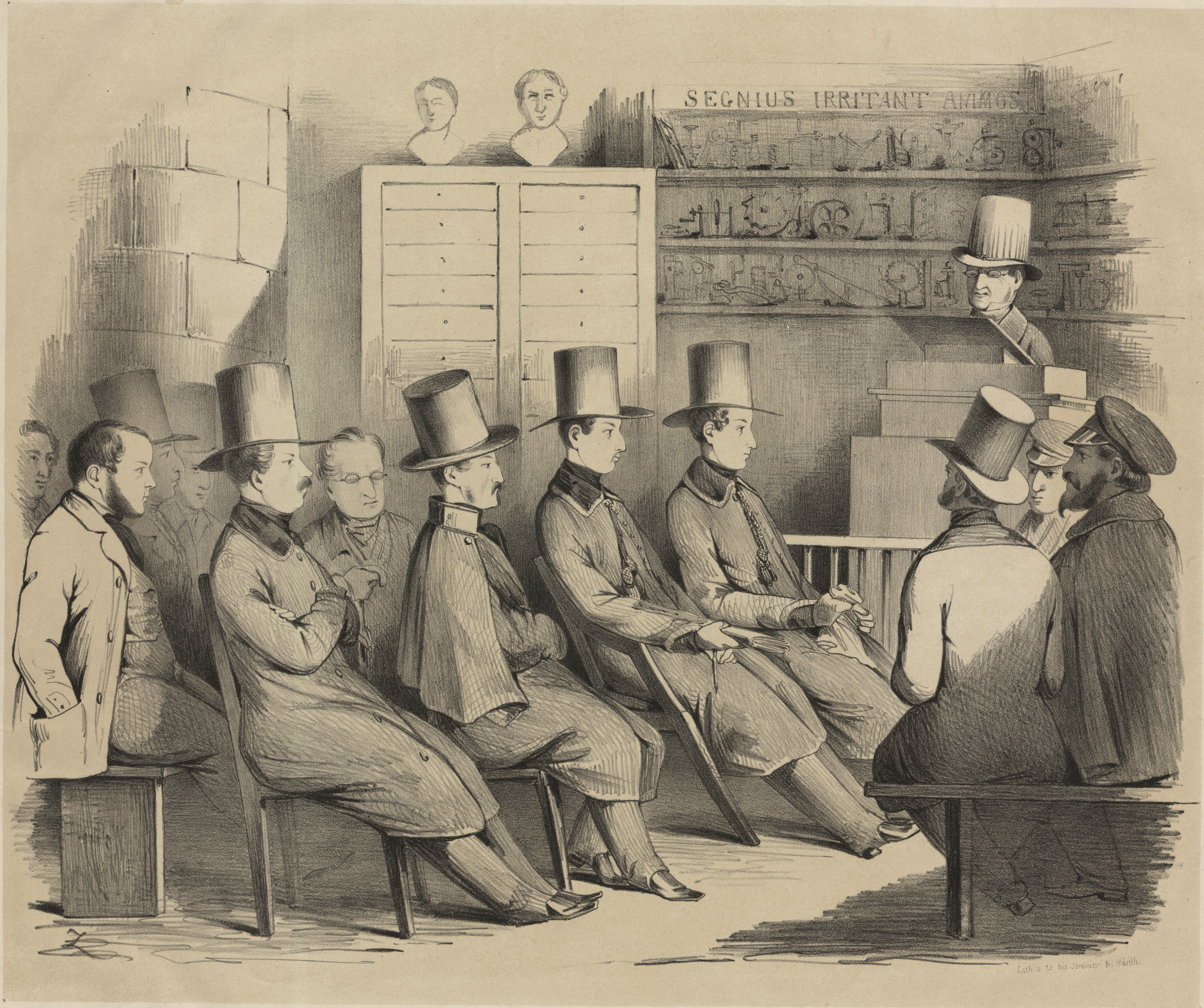
Prins Karl och Prins Gustaf på föreläsning av professor Lindblad i Theatrum Œconomicum 1846.